# Норманди Парк
Норманди Парк (на английски: Normandy Park) е град в окръг Кинг, щата Вашингтон, САЩ. Норманди Парк е с население от 6392 жители (2000) и обща площ от 17,1 km². Намира се на 100 m надморска височина. ЗИП кодът му е 98148, 98166, 98198, а телефонният му код е 206.